# Голик, Иржи
Иржи Голик (чеш. Jiří Holík, 9 июля 1944, Гавличкув-Брод, Протекторат Богемии и Моравии) — чехословацкий хоккеист и тренер, нападающий. Трёхкратный чемпион мира, двукратный серебряный и двукратный бронзовый призёр зимних Олимпийских игр. Рекордсмен сборной Чехословакии (Чехии) по количеству сыгранных матчей — 319.

## Биография
Иржи Голик начал игровую карьеру в 1952 году в своем родном городе Гавличкув-Брод. С 1964 по 1978 год выступал за клуб «Дукла Йиглава», в составе которой стал семикратным чемпионом Чехословакии. После «Дуклы» играл за немецкие и австрийские клубы. Закончил карьеру в 1985 году в возрасте 40 лет.
С 1963 по 1977 год играл за сборную Чехословакии. Является рекордсменом сборной по количеству проведённых игр (319).
В составе сборной три раза выигрывал чемпионат мира, четыре раза становился призёром Олимпийских игр.
В 1999 году был принят в Зал славы ИИХФ. 4 ноября 2008 года введён в зал славы чешского хоккея.
После окончания игровой карьеры занимал должность президента «Дуклы» в сезоне 1996/97, c 1999 по 2000 год тренировал немецкий «Вайден». В сезоне 2003/04 был главным тренером клуба низшей чешской лиги «Велке Мезиржицы».
В настоящее время живёт в Йиглаве, с хоккеем никак не связан.

## Достижения

### Командные
- Чемпион мира и Европы 1972, 1976, 1977
- Серебряный призёр чемпионата мира и Европы 1965, 1966, 1974, 1975
- Серебряный призер чемпионата мира 1971
- Чемпион Европы 1971
- Серебряный призер  чемпионата Европы 1968
- Бронзовый призёр чемпионата мира и Европы 1969, 1970, 1973
- Бронзовый призер чемпионата Европы 1964, 1967
- Серебряный призёр Олимпийских игр 1968, 1976
- Бронзовый призёр Олимпийских игр 1964, 1972
- Финалист Кубка Канады 1976
- Чемпион Чехословакии 1967—72, 1974 (7 раз)
- Серебряный призёр чемпионата Чехословакии 1966, 1973, 1977
- Бронзовый призёр чемпионата Чехословакии 1964, 1975, 1976

### Личные
- Медаль «За заслуги» (Чехия) 1 степени (2022)[3]
- Рекордсмен сборной Чехословакии (Чехии) по количеству проведённых игр (319)
- Член Зал славы ИИХФ (с 1999 года)
- Член Зала славы чешского хоккея (с 04.11.2008 г.)

## Статистика
- Чемпионат Чехословакии — 533 игр, 283 шайбы
- Сборная Чехословакии — 319 игры, 132 шайбы
- Чемпионат Германии — 97 игр, 108 очков (49+59)
- Чемпионат Австрии — 34 игры, 40 очков (18+22)
- Австрийская вторая лига — 13 игр, 14 очков (5+9)
- Всего за карьеру — 996 игр, 487 шайб

## Семья
Женат, двое детей (сын и дочь).
Брат, Ярослав Голик (03.08.1942 — 17.04.2015 г.) — чехословацкий хоккеист и тренер, чемпион мира и бронзовый призёр Олимпийских игр.
Племянник, Роберт Голик (род. 01.01.1971) также бывший хоккеист, двукратный обладатель Кубка Стэнли.